# Chiếu vectơ

Hình chiếu của a lên b (a_{1}), và hình phản chiếu (a_{2}).

Khi 90° < θ ≤ 180°, a_{1} có chiều ngược lại so với b.

Hình chiếu vectơ của một vectơ a lên một vectơ khác không b, ký hiệu là {\displaystyle \operatorname {proj} _{\mathbf {b} }\mathbf {a} }, (còn gọi là thành phần vectơ của a theo phương của b) là hình chiếu trực giao (vuông góc) của a lên một đường thẳng song song với b. Nó là một vectơ cùng phương với b, được định nghĩa là:
{\displaystyle \mathbf {a} _{1}=a_{1}\mathbf {\hat {b}} \,}
trong đó {\displaystyle a_{1}} là một vô hướng, gọi là hình chiếu vô hướng của a lên b, và b̂ là vectơ đơn vị theo hướng của b.
Còn hình chiếu vô hướng được định nghĩa là:
{\displaystyle a_{1}=\left\|\mathbf {a} \right\|\cos \theta =\mathbf {a} \cdot \mathbf {\hat {b}} =\mathbf {a} \cdot {\frac {\mathbf {b} }{\left\|\mathbf {b} \right\|}}\,}
trong đó toán tử ⋅ ký hiệu cho tích vô hướng, ‖a‖ là độ dài của a, và θ là góc giữa hai vectơ a và b.
Hình chiếu vô hướng bằng độ dài của hình chiếu vectơ và có giá trị đại số, với dấu trừ nếu chiều của hình chiếu ngược lại với chiều của b. Ta cũng gọi thành phần vectơ của a vuông góc với b là hình phản chiếu vectơ của a từ b (ký hiệu là {\displaystyle \operatorname {oproj} _{\mathbf {b} }\mathbf {a} }), đó là hình chiếu trực giao của a lên mặt phẳng (hay tổng quát là siêu phẳng) trực giao với b. Hình chiếu a1 và hình phản chiếu a2 của a đều là các vectơ và tổng của chúng bằng a, suy ra hình phản chiếu được cho bởi: {\displaystyle \mathbf {a} _{2}=\mathbf {a} -\mathbf {a} _{1}.}

## Ký hiệu
Thường thì hình chiếu vectơ được ký hiệu bằng chữ đậm (ví dụ a1), còn hình chiếu vô hướng tương ứng được viết thường (a1). Trong một số trường hợp, chẳng hạn khi viết tay, hình chiếu vectơ được ký hiệu bởi chữ với dấu ({\displaystyle {\vec {a}}_{1}} hay a1). Ta đôi khi cũng ký hiệu hình chiếu và hình phản chiếu của vectơ a lên b tương ứng là a∥b và a⊥b.

## Định nghĩa theo gócθ

### Hình chiếu vô hướng
Hình chiếu vô hướng của a lên b là một vô hướng có giá trị bằng
{\displaystyle a_{1}=\left\|\mathbf {a} \right\|\cos \theta },
trong đó θ là góc giữa hai vectơ a và b.
Hình chiếu vô hướng có thể được dùng làm hệ số nhân để tính hình chiếu vectơ tương ứng.

### Hình chiếu vectơ
Hình chiếu vectơ của a lên b là một vectơ có độ dài bằng hình chiếu vô hướng của a lên b và có cùng phương với b. Cụ thể, nó được định nghĩa là:
{\displaystyle \mathbf {a} _{1}=a_{1}\mathbf {\hat {b}} =(\left\|\mathbf {a} \right\|\cos \theta )\mathbf {\hat {b}} }
trong đó {\displaystyle a_{1}} là hình chiếu vô hướng tương ứng được định nghĩa ở trên, còn {\displaystyle \mathbf {\hat {b}} } là vectơ đơn vị cùng phương với b:
{\displaystyle \mathbf {\hat {b}} ={\frac {\mathbf {b} }{\left\|\mathbf {b} \right\|}}\,}

### Hình phản chiếu vectơ
Theo định nghĩa, hình phản chiếu vectơ của a lên b là vectơ:
{\displaystyle \mathbf {a} _{2}=\mathbf {a} -\mathbf {a} _{1}}
vì vậy,
{\displaystyle \mathbf {a} _{2}=\mathbf {a} -(\left\|\mathbf {a} \right\|\cos \theta )\mathbf {\hat {b}} }

## Định nghĩa theo vectơ a và b
Khi chưa biết góc θ, ta có thể tính giá trị cosin của θ dựa theo a và b, bằng tính chất sau của tích vô hướng a⋅b
{\displaystyle {\frac {\mathbf {a} \cdot \mathbf {b} }{\left\|\mathbf {a} \right\|\,\left\|\mathbf {b} \right\|}}=\cos \theta }

### Hình chiếu vô hướng
Bởi tính chất trên của tích vô hướng, có thể định nghĩa hình chiếu vô hướng như sau:
{\displaystyle a_{1}=\left\|\mathbf {a} \right\|\cos \theta =\left\|\mathbf {a} \right\|{\frac {\mathbf {a} \cdot \mathbf {b} }{\left\|\mathbf {a} \right\|\,\left\|\mathbf {b} \right\|}}={\frac {\mathbf {a} \cdot \mathbf {b} }{\left\|\mathbf {b} \right\|}}}.
Trong không gian hai chiều ta có:
{\displaystyle a_{1}={\frac {\mathbf {a} _{x}\mathbf {b} _{x}+\mathbf {a} _{y}\mathbf {b} _{y}}{\left\|\mathbf {b} \right\|}}}.

### Hình chiếu vectơ
Tương tự ta có định nghĩa hình chiếu vectơ của a lên b:
{\displaystyle \mathbf {a} _{1}=a_{1}\mathbf {\hat {b}} ={\frac {\mathbf {a} \cdot \mathbf {b} }{\left\|\mathbf {b} \right\|}}{\frac {\mathbf {b} }{\left\|\mathbf {b} \right\|}},}
điều này tương đương với
{\displaystyle \mathbf {a} _{1}=\left(\mathbf {a} \cdot \mathbf {\hat {b}} \right)\mathbf {\hat {b}} ,}
hoặc là
{\displaystyle \mathbf {a} _{1}={\frac {\mathbf {a} \cdot \mathbf {b} }{\left\|\mathbf {b} \right\|^{2}}}{\mathbf {b} }={\frac {\mathbf {a} \cdot \mathbf {b} }{\mathbf {b} \cdot \mathbf {b} }}{\mathbf {b} }}.

### Hình phản chiếu vô hướng
Trong không gian hai chiều, hình phản chiếu vô hướng chính là hình chiếu của a lên vectơ trực giao {\displaystyle \mathbf {b} ^{\perp }={\begin{pmatrix}-\mathbf {b} _{y}&\mathbf {b} _{x}\end{pmatrix}}}, đó là vectơ {\displaystyle \mathbf {b} ={\begin{pmatrix}\mathbf {b} _{x}&\mathbf {b} _{y}\end{pmatrix}}} sau khi quay 90° ngược chiều kim đồng hồ. Vì vậy, ta có
{\displaystyle a_{2}=\left\|\mathbf {a} \right\|\sin \theta ={\frac {\mathbf {a} \cdot \mathbf {b} ^{\perp }}{\left\|\mathbf {b} \right\|}}={\frac {\mathbf {a} _{y}\mathbf {b} _{x}-\mathbf {a} _{x}\mathbf {b} _{y}}{\left\|\mathbf {b} \right\|}}}.
Tích vô hướng có dạng trên được gọi là "tích vô hướng vuông."

### Hình phản chiếu vectơ
Theo định nghĩa:
{\displaystyle \mathbf {a} _{2}=\mathbf {a} -\mathbf {a} _{1}}
vì vậy,
{\displaystyle \mathbf {a} _{2}=\mathbf {a} -{\frac {\mathbf {a} \cdot \mathbf {b} }{\mathbf {b} \cdot \mathbf {b} }}{\mathbf {b} }.}

## Tính chất

Nếu 0° ≤ θ ≤ 90° như trong trường hợp này thì hình chiếu vô hướng của a lên b bằng độ dài của hình chiếu vectơ.

### Hình chiếu vô hướng
Hình chiếu vô hướng của a lên b là một vô hướng, nó có dấu âm nếu 90° < θ ≤ 180°. Nó bằng độ dài ‖c‖ của hình chiếu vectơ nếu góc θ nhỏ hơn 90°. Một cách chính xác hơn là:
- a1 =  ‖a1‖ nếu 0° ≤ θ ≤ 90°,
- a1 = −‖a1‖ nếu 90° < θ ≤ 180°.

### Hình chiếu vectơ
Hình chiếu vectơ của a lên b là một vectơ a1, có thể song song với b hoặc bằng vectơ không. Cụ thể:
- a1 = 0 nếu θ = 90°,
- a1 và b cùng chiều nếu 0° ≤ θ < 90°,
- a1 và b ngược chiều nếu 90° < θ ≤ 180°.

### Hình phản chiếu vectơ
Hình phản chiếu vectơ của a từ b là một vectơ a2, có thể trực giao với b hoặc bằng vectơ không. Cụ thể:
- a2 = 0 nếu θ  = 0 or θ  = 180°,
- a2 vuông góc với b nếu 0° < θ < 180°,

## Biểu diễn ma trận
Phép chiếu trực giao có thể được biểu diễn bởi một ma trận chiếu. Để chiếu một vectơ lên một vectơ đơn vị a = (ax, ay, az), ta cần nhân vectơ đó với ma trận chiếu:
{\displaystyle P_{a}=aa^{\textsf {T}}={\begin{bmatrix}a_{x}\\a_{y}\\a_{z}\end{bmatrix}}{\begin{bmatrix}a_{x}&a_{y}&a_{z}\end{bmatrix}}={\begin{bmatrix}a_{x}^{2}&a_{x}a_{y}&a_{x}a_{z}\\a_{x}a_{y}&a_{y}^{2}&a_{y}a_{z}\\a_{x}a_{z}&a_{y}a_{z}&a_{z}^{2}\\\end{bmatrix}}}

## Ứng dụng
Phép chiếu vectơ là một phép toán quan trọng trong quá trình trực giao hóa Gram–Schmidt cho cơ sở của các không gian vectơ. Nó cũng được sử dụng trong định lý tách trục để xác định xem liệu hai hình lồi có giao nhau.

## Tổng quát hóa
Bởi vì các khái niệm độ dài vectơ và góc giữa các vectơ có thể được tổng quát hóa trên một không gian tích trong n chiều, cũng có thể tổng quát hóa các khái niệm như hình chiếu trực giao của một vectơ, hình chiếu và hình phản chiếu của một vectơ lên vectơ khác.
Trong một số trường hợp, như với không gian Euclid n chiều, khái niệm tích trong trùng với tích vô hướng. Nếu hai khái niệm này không giống nhau thì tích trong thay vì tích vô hướng sẽ được sử dụng trong định nghĩa chính tắc của hình chiếu và hình phản chiếu.
Đối với một không gian tích trong 3 chiều, các khái niệm hình chiếu và hình phản chiếu của một vectơ lên một vectơ khác được tổng quát hóa lên khái niệm hình chiếu và hình phản chiếu của vectơ lên một mặt phẳng. Hình chiếu của một vectơ lên một mặt phẳng cũng chính là hình chiếu trực giao của vectơ đó lên mặt phẳng, còn hình phản chiếu của một vectơ lên mặt phẳng là hình chiếu trực giao của vectơ đó lên một đường thẳng trực giao với mặt phẳng đó. Cả hai đều là vectơ. Hình chiếu song song với mặt phẳng còn hình phản chiếu thì vuông góc.
Đối với một vectơ và một mặt phẳng cho trước, tổng của hình chiếu và hình phản chiếu bằng vectơ ban đầu. Tương tự, đối với không gian tích trong nhiều hơn 3 chiều, các khái niệm hình chiếu và phản chiếu lên một vectơ có thể được tổng quát hóa lên thành hình chiếu và phản chiếu lên một siêu phẳng. Trong một đại số hình học, chúng được tổng quát hóa hơn nữa thành các khái niệm hình chiếu và hình phản chiếu của một đa vectơ tổng quát lên một k-blade khả nghịch.